# Ritualmordvorwurf von Skurcz
Der Ritualmordvorwurf von Skurcz geht auf die Umstände rund um einen Mord an dem vierzehnjährigen Knaben Onofry Cybulla zurück, dessen Leichnam am 22. Januar 1884 außerhalb des Weichbildes des Dorfes Skurcz (Skórcz) bei Preußisch Stargard unter einer Brücke gefunden wurde. Auf Basis des Zustandes der zerstückelten, vollständig nackten Leiche wurde durch Gerüchte und gestützt auf die Aussagen des Dienstmädchens des jüdischen Kaufmanns Joseph den ortsansässigen Juden ein Ritualmord unterstellt. Am Morgen nach dem Mord hätten angeblich bei Joseph mehrere Juden, unter diesen Joseph selbst und seine Frau, an einem Tisch gesessen, auf dem die fehlenden Oberschenkel des Ermordeten gelegen haben sollen. „Die Männer hätten mit dem Hut auf dem Kopf am Tisch gesessen, die Hände auf die Oberschenkel des Ermordeten gelegt und laut hebräisch gebetet. Höchstwahrscheinlich wollten die Juden“, so bemerkte das Dienstmädchen, „an den Oberschenkeln ihre Sünden abbeten.“ 
Die Dorfbewohner demolierten die Läden und Wohnungen der Juden des Ortes. Joseph und der Händler Abraham wurden wegen Verdachts des Mordes in Haft genommen. Die Untersuchungen ergaben jedoch keinerlei Anhaltspunkte für die Schuld der Inhaftierten. Abraham konnte sein Alibi nachweisen. Joseph und Abraham wurden nach einigen Wochen aus der Untersuchungshaft entlassen.
In der Folge wurde ein Fleischermeister Behrend verdächtigt. Er wurde beschuldigt, den Knaben ermordet zu haben, um den Mord den Juden in die Schuhe zu schieben und dadurch eine Judenhetze in die Wege zu leiten. Die Wahrnehmungen des Dienstmädchens konnten als harmlos aufgeklärt werden. Auch gegen Behrend reichte das Belastungsmaterial nicht aus, er wurde nach fünftägiger Verhandlung freigesprochen. Der Mord blieb ungeklärt.